# Raudanjoki
La rivière Raudanjoki (en finnois : Raudanjoki) est un cours d'eau de Laponie,,.

## Description
Le bassin versant de la rivière Raudanjoki se situe au nord du Kemijoki entre Kemijärvi et Rovaniemi.
La Raudanjoki coule principalement vers le sud. Dans sa partie inférieure, elle traverse plusieurs grands lacs: Yli-Nampajärvi, Ala-Nampajärvi, Vikajärvi, Alaselkä.
Quelques kilomètres avant sa confluence avec le Kemijoki, à l'est de Rovaniemi, se trouve la centrale hydroélectrique de Permantokoski exploitée par la société Kemijoki.